# Hacksaw Ridge – Die Entscheidung
Hacksaw Ridge – Die Entscheidung (Originaltitel: Hacksaw Ridge) ist ein US-amerikanisch-australischer Kriegsfilm von Mel Gibson aus dem Jahr 2016, der vom Leben des US-amerikanischen Soldaten Desmond T. Doss handelt. Filmstart war in Deutschland am 26. Januar 2017.
Der Film basiert weitestgehend auf der wahren Geschichte von Desmond T. Doss, einem Soldaten der US Army, der mit der Medal of Honor ausgezeichnet wurde, obwohl er während des Zweiten Weltkriegs den Dienst an der Waffe verweigerte. Er rettete als Sanitäter bei der Schlacht um Okinawa das Leben von ungefähr 75 seiner Kameraden.

## Handlung
Der Film beginnt mit einer Schlachtszene während der Schlacht um Okinawa 1945. Desmond Doss wird schwer verwundet auf einer Trage gerettet.

### Vorgeschichte
Eine Rückblende zeigt, wie Desmond 16 Jahre zuvor mit seinem jüngeren Bruder Harold in Virginia aufwächst. Als beide miteinander raufen, erschlägt Desmond seinen Bruder beinahe mit einem Ziegelstein, was ihn sehr erschüttert. Die strenggläubige Familie leidet unter dem oftmals alkoholisierten Vater Tom, einem gebrochenen Kriegsveteranen aus dem Ersten Weltkrieg.
Einige Jahre später arbeitet Desmond Doss in einer Kirche, als es draußen zu einem Arbeitsunfall kommt. Er leistet Erste Hilfe, fährt den Verletzten ins Krankenhaus und rettet ihm so das Leben. Dort lernt er die Krankenschwester Dorothy kennen, in die er sich verliebt. Mittlerweile lassen sich immer mehr junge Amerikaner bei der Armee einschreiben, um ihrem Land zu dienen. Doss erachtet es als falsch, sich selbst nicht einzuschreiben, und meldet sich nach seinem Bruder freiwillig bei der Armee, trotz der Sorgen seines Vaters, der oft auf einem Soldatenfriedhof bei seinen gefallenen Kameraden verweilt, und gegen den Willen Dorothys. Jedoch beschließt Doss, keine Waffe zu tragen. Er möchte lediglich als Sanitäter dienen, da er als Siebenten-Tags-Adventist nicht gegen das biblische Gebot – Du sollst nicht töten – verstoßen will.
Doss wird im Ausbildungslager Fort Jackson untergebracht. Dort lernt er seine neuen Kameraden kennen: den selbsternannten Anführer Randall Fuller, der von allen nur Lehrer genannt wird; den selbstverliebten Smitty Ryker; den Polen Wal Kirzinsky; den Italiener Vito Rinnelli; den eher dümmlichen Ghoul, Grease Nolan, Tex Lewis, James Pinnick, Ralph Morgan, Henry Brown und Lucky Ford. Alle unterstehen Sergeant Howell, der versuchen muss, aus den Männern eine Einheit zu formen. Im Geländetraining kann Doss sich beweisen, jedoch kann auch sein Vorgesetzter ihn nicht dazu bewegen, eine Waffe anzurühren. Um Desmond so weit zu bringen, freiwillig wieder auszuscheiden, wird versucht, ihn zu demütigen, indem er niedere Arbeiten verrichten muss. Auch Smitty versucht, Doss zu provozieren. Darüber hinaus wird ihm samt seiner Einheit der Ausgang verwehrt, stattdessen müssen alle einen Gewaltmarsch absolvieren. Damit zieht sich Desmond den Zorn aller Kameraden zu, auch von Captain Glover, dem Vorgesetzten Howells. Desmond wird in der Nacht verprügelt, beschließt aber, die für seine Blessuren verantwortlichen Kameraden nicht zu verraten und im Camp zu bleiben.
Bald darauf wird Doss der Heimaturlaub, in dem er eigentlich heiraten wollte, von Colonel Sangston verwehrt, weil er nicht an der Waffe ausgebildet wurde. Dennoch verweigert er Sangstons Befehl, auf den Schießplatz zu gehen. Daher wird Doss eingesperrt. Dennoch kann Glover ihn nicht überreden zu kämpfen. Daraufhin soll Dorothy ihren Bräutigam überreden, nach Hause zu kommen, aber Desmond möchte eine Entscheidung vor dem Militärgericht, wo er auf unschuldig plädieren möchte. Sein Vater gewinnt die Unterstützung seines ehemaligen Kompaniechefs, der inzwischen zum General aufgestiegen ist. So wird Doss schließlich gestattet, ohne Waffe in den Krieg zu ziehen, woraufhin er zum Sanitäter ausgebildet wird.

### Schlacht um Okinawa
Die Soldaten erhalten den Befehl, das Felsplateau von Maeda (Spitzname: Hacksaw Ridge, deutsch das Sägeblatt einer Bügelsäge) einzunehmen. Dabei treffen sie auf die Überreste der 96. Infantry Division, die sie ablösen sollen. Einige dieser Männer werden unter der Leitung Lieutenant Manvilles Captain Glover unterstellt – darunter auch der erfahrene Sanitäter Irv Schecter, der Desmond helfen soll. Dieser rät ihm, alle Rotkreuz-Abzeichen abzunehmen, da die Japaner zunächst auf die Sanitäter schießen würden. Die Gruppe steht nun vor einer hohen Klippe und die Missouri beginnt, die Oberfläche der Klippe zu beschießen, sodass die Soldaten die hohe Strickleiter hinaufklettern können.
Auf dem Plateau ist es jedoch sehr neblig, sodass die Truppen die Japaner nicht sehen können. Auf dem Boden liegen vereinzelte Körperteile, Gewehre sowie von Maden und Ratten zerfressene Leichen. Als Henry auf eine vermeintliche Leiche tritt, beginnt diese vor Schmerzen zu schreien und beide werden von einem japanischen MG erschossen. Viele Soldaten fallen dem japanischen Kreuzfeuer zum Opfer. Doss wird von Smitty stets verteidigt und kann bereits die ersten Verwundeten retten, darunter auch Ralph, der beide Beine durch eine Granate verloren hat. Howell kümmert sich um den verschreckten Hollywood, während Vito Rinnelli auf dem Vormarsch getötet wird. Auch Henry wird von den Japanern getötet, während durch Wals Flammenwerfer ein Durchbruch der Soldaten gelingt, sodass Smitty einen Bunker sprengen kann, während sich Doss um den verletzten Ghoul kümmert. Die japanischen Truppen ziehen sich zurück und Glover befiehlt den Soldaten, in der Nacht abwechselnd Wache zu halten.
Doss und Smitty ruhen sich in einem Graben aus und beginnen, sich über ihre Kindheit und Jugend zu unterhalten. Smitty erzählt Doss, dass er in einem Waisenhaus aufwuchs und dort gelernt hat, schnell zu hassen und sich noch schneller ein Urteil über andere Leute zu bilden. Er gesteht schließlich ein, Doss falsch eingeschätzt zu haben. Desmond hingegen erzählt Smitty, dass sein Vater Tom durch die Erlebnisse im Ersten Weltkrieg zum Alkoholiker wurde und immer wieder betrunken seine Familie terrorisierte. Als sein Vater eines Abends die Mutter mit einem Revolver bedrohte, kam es zwischen Desmond und seinem Vater zu einem Streit, in dem Desmond seinem Vater den Revolver abnehmen konnte und ihn beinahe aus Wut erschossen hätte. Dieses Erlebnis erschreckte Desmond so sehr, dass er schwor, nie wieder eine Waffe anzurühren. Die beiden beginnen, einander zu verstehen.
Am nächsten Tag kommt es zu einem Gegenangriff der Japaner, dem viele Soldaten von Desmonds Einheit zum Opfer fallen oder durch den sie verwundet werden, darunter auch Manville, Schecter, Wal und Jessop. Smitty wird schwer verwundet und stirbt, während Desmond ihn zum Rand des Plateaus zurückträgt. Desmonds Einheit ist gezwungen, sich zurückzuziehen und viele verwundete Soldaten zurückzulassen, darunter auch Howell und Hollywood. Desmond ist ebenfalls auf dem Felsplateau zurückgeblieben und beginnt, einen Verwundeten nach dem anderen zu bergen, zum Rand der Klippen zu bringen und sie von dort abzuseilen.
Captain Glover kann währenddessen ein geplantes Sperrfeuer auf die Klippen beenden, das den amerikanischen Rückzug decken sollte, aber die verwundeten Soldaten in Gefahr bringen würde, während Grease, Lucky und Ghoul versuchen, den traumatisierten Lehrer zu beruhigen. In der folgenden Nacht schafft es Desmond in der Dunkelheit, 75 seiner Kameraden zu retten, darunter auch Pinnick, indem er sie zum Rand der Klippe bringt und von dort abseilt. Auf der Suche nach Verwundeten landet er in einem Tunnel der Japaner, in dem er auf einen verwundeten japanischen Soldaten trifft, diesen verbindet und es nur knapp schafft, einer Entdeckung und damit dem sicheren Tod zu entgehen.
Am Morgen des nächsten Tages trifft Desmond schließlich auch auf Sergeant Howell und Hollywood, die ebenfalls beide verwundet sind, und er bringt zunächst Hollywood zur Klippe und seilt ihn ab. Captain Glover findet gleichzeitig in einem Krankenzelt heraus, dass viele seiner verwundeten Soldaten in der Nacht von den Klippen abgeseilt wurden, und er erfährt von Lehrer, dass Desmond für deren Rettung verantwortlich ist. Desmond versucht währenddessen, Sergeant Howell zu bergen, und wird dabei beinahe von einem japanischen Scharfschützen erschossen. Allerdings kann Howell den Scharfschützen töten, und Desmond seilt Howell ebenfalls über die Klippen ab. In letzter Sekunde gelingt es Desmond ebenfalls, sich von den Klippen abzuseilen und so einem Gegenangriff japanischer Soldaten zu entkommen, ohne verwundet zu werden. In einem Krankenzelt erfährt Desmond, dass der Sanitäter Schecter an einem hypovolämischen Schock verstorben ist, weil nicht genügend Blutplasma zur Verfügung stand.
Captain Glover erklärt Desmond, dass er sich nie zuvor so sehr in einem Mann getäuscht habe, und hoffe, Desmond könne ihm das irgendwann verzeihen. Glover erzählt, dass er den Auftrag erhalten hat, am nächsten Tag erneut mit seinen Männern die Klippe zu erklimmen und anzugreifen. Er bittet Desmond, trotzdem mitzukommen, obwohl der Tag ein Samstag ist, der für Desmond aufgrund seines Glaubens der Sabbat und damit ein Ruhetag wäre. Desmond willigt ein und klettert mit den anderen Soldaten erneut die Klippe empor, nachdem er für sich und seine Kameraden gebetet hat.
Beim Angriff gelingt es den amerikanischen Truppen schließlich, die japanischen Soldaten zu besiegen und die Klippe einzunehmen. Der japanische Kommandeur bereitet sich darauf vor, Seppuku zu begehen. Einige japanische Soldaten scheinen sich zu ergeben, werfen jedoch plötzlich Handgranaten, die sie versteckt bei sich hatten. Desmond gelingt es zwar, zwei Handgranaten abzuwehren und damit seine Kameraden zu retten, er wird jedoch durch die Detonation der letzten Granate selbst schwer am rechten Bein verwundet. Grease, Pinnick, Lucky und Lehrer bringen Desmond mit einer Trage in Sicherheit; Desmond verliert dabei seine Bibel mit dem Foto seiner Frau. Einer der Soldaten läuft zurück, findet die Bibel und kann sie Desmond zurückgeben, bevor dieser auf einer Trage über die Klippe abgeseilt wird.
Der Film endet mit Ausschnitten aus Berichten darüber, wie Desmond Doss vom damaligen US-Präsidenten Harry S. Truman die Medal of Honor verliehen wurde, gefolgt von Kommentaren von Desmond Doss selbst, seinem Bruder Harold (Hal) sowie Doss’ Kommandanten Captain Jack Glover. Abschließend berichtet eine Texteinblendung, dass Desmond Doss im März 2006 im Alter von 87 Jahren starb.

## Hintergrund

### Entwicklung
Vor seiner Produktion befand sich der Film 14 Jahre lang in der sogenannten „Entwicklungshölle“. Ende 2014 wurde schließlich bekannt gegeben, dass das Projekt nun verwirklicht werde. Als Regisseur wurde Mel Gibson verpflichtet, der diese Funktion damit zum ersten Mal seit seinem Film Apocalypto (2006) wieder bekleidete. Für die Hauptrolle des Desmond Doss wählte man den Schauspieler Andrew Garfield, dessen schauspielerische Leistung Gibson erstmals in The Social Network (2010) aufgefallen war. Hacksaw Ridge hatte ein Budget von ca. 45 Millionen US-Dollar.

### Dreharbeiten
Die Dreharbeiten liefen von September bis Dezember 2015. Gedreht wurde in Australien, wobei Szenen vor allem in New South Wales, unter anderem in den Filmstudios von Fox Studios Australia in Sydney, aufgezeichnet wurden. Bei den Dreharbeiten in der Stadt Bringelly (nahe Sydney) kam es zu Komplikationen, nachdem die Produzenten ein großflächiges Gebiet komplett geräumt und dabei etwa 80 Bäume gefällt hatten. Umweltschützer kritisierten diesen Schritt, woraufhin die Produzenten versprachen, das Gelände nach Abschluss der Dreharbeiten wieder aufzubereiten und neue Bäume zu pflanzen.

### Historische Unterschiede
Regisseur Mel Gibson erlaubte sich beim Dreh einige künstlerische Freiheiten. So wird im Film als einschneidendes Erlebnis für die pazifistische Grundeinstellung der eskalierende Streit zwischen Desmonds Vater und seiner Mutter gezeigt, welcher in Wahrheit aber zwischen seinem Vater und seinem Onkel stattfand. Auch wird im Film nicht darauf eingegangen, dass Desmond Doss schon vor Okinawa während der Schlacht um Guam und Schlacht von Leyte wegen außerordentlicher Tapferkeit ausgezeichnet wurde. Während der Rettungsaktion auf Okinawa hatte ein japanischer Soldat Doss schon im Visier, jedoch klemmte der Abzug, so dass er nicht feuern konnte. Ebenfalls bei einer Rettungsaktion wurde Doss von einem Scharfschützen im linken Arm getroffen. Diese Zwischenfälle ließ Regisseur Gibson weg, da sie seiner Meinung nach für die Zuschauer zu unglaubwürdig erschienen wären.

### Veröffentlichung
Hacksaw Ridge feierte seine Premiere am 4. September 2016 bei den Filmfestspielen von Venedig (außer Konkurrenz), wo die Zuschauer den Film mit einer zehnminütigen Standing Ovation bedachten. In Deutschland lief der Film am 26. Januar 2017 im Kino an.

## Rezeption
Der Film erhielt von Kritikern überwiegend positive Bewertungen. So hat er auf der Website Rotten Tomatoes eine Bewertung von 84 %, basierend auf einer Durchschnittswertung von 7,3/10 und 280 gezählten Kritiken. In der Internet Movie Database hat der Film eine Bewertung von 8,1/10 bei mehr als 625.000 abgegebenen Stimmen. Carsten Baumgardt von Filmstarts gab dem Film 4,5 von 5 Sternen und resümierte in seinem Fazit: „Mel Gibsons unbändig-radikales und herausragend inszeniertes Kriegsdrama Hacksaw Ridge ist ein explosives Gemisch aus Glaube und Gewalt – ein wahrhaft spektakuläres Regie-Comeback.“ Prisma bewertete den Film mit 4 von 5 Sternen und schrieb: „Nicht nur die Geschichte ist sehr faszinierend, sondern auch die glanzvolle Umsetzung des Regisseurs und seiner hochkarätigen Besetzung, die unter anderem durch Vince Vaughn ergänzt wird. Durch die intensive Darstellung der Biografie, (sic!) wird der Zuschauer trotz actionreicher Schlachtszenen auf eine emotionale Reise mitgenommen, die es definitiv wert ist, erlebt zu werden.“ Hans-Ulrich Pönack dagegen meinte: „Begründet das Vorhandensein von ,Wahrheit‘ die Behauptung für einen besseren Film? Keineswegs. Mel Gibson wühlt mal wieder in extremen Kampf-Bildern. Motto: Zerfetzte Körper, heraushängende Gedärme, abgetrennte Gliedmaßen, bis zur Unkenntlichkeit verbrannte Körper. Detail-versessen dirigiert er den Zeitlupen-Krieg.“ Der Filmdienst urteilte: „Das Kriegsdrama greift auf eine wahre Begebenheit zurück, um eine exemplarische Geschichte von der Erlösung durch pazifistisches Heldentum zu erzählen. Mit extrem drastischen Bildern und peinigendem Pathos erhebt der unausgegorene Film mehr seine Hauptfigur zum Mythos (sic!) als das Grauen der Kämpfe zu versinnbildlichen.“

## Auszeichnungen
- Hollywood Film Awards 2016: Beste Regie, Bestes Hairstyling und Make-up, Bester Schnitt
- AACTA Awards 2016: Bester Film, Beste Regie, Bester Hauptdarsteller (Garfield), Bester Nebendarsteller (Weaving), Bestes Originaldrehbuch, Beste Kamera, Bester Schnitt, Bestes Szenenbild, Bester Ton
- Golden Globe Awards 2017: Nominierungen in den Kategorien Bester Film – Drama, Beste Regie, Bester Hauptdarsteller – Drama (Garfield)
- Satellite Awards 2016: Bester Hauptdarsteller (Garfield), Bester Filmschnitt, Bester Tonschnitt
- Oscarverleihung 2017: Bester Schnitt und Bester Ton; Nominierungen in den Kategorien Bester Film, Beste Regie, Bester Hauptdarsteller, Bester Tonschnitt
- Screen Actors Guild Awards 2017: Bestes Stuntensemble in einem Film, Nominierung in der Kategorie Bester Hauptdarsteller